# Monster's Ball
Monster's Ball (Brasil: A Última Ceia / Portugal: Monster's Ball - Depois do Ódio) é um filme estadunidense de 2001, dirigido por Marc Forster e estrelado por Billy Bob Thornton e Halle Berry, que ganhou o Oscar de Melhor Atriz por sua atuação, tornando-se a primeira atriz afro-americana a vencer o prêmio na categoria.

## Sinopse
Hank Grotowski (Billy Bob Thornton) e seu filho Sonny (Heath Ledger) trabalham juntos em uma prisão localizada no sul dos Estados Unidos. Hank é extremamente racista e precisa lidar com este sentimento todos os dias, devido à presença de negros na prisão. Um deles, Lawrence Musgrove (Sean Combs), recebe periodicamente a visita de sua esposa Leticia (Halle Berry). Após Lawrence ser executado, Leticia segue sua vida juntamente com seu filho obeso Tyrell. Porém, duas tragédias acabam fazendo com que as vidas de Hank e Leticia se cruzem. E eles acabam se envolvendo sexualmente, entregando-se a uma paixão devoradora, que vai contra os preconceitos dele já que Leticia é uma mulher negra.

## Elenco
- Billy Bob Thornton .... Hank Grotowski
- Halle Berry .... Leticia Musgrove
- Peter Boyle .... Buck Grotowski
- Heath Ledger .... Sonny Grotowski
- Sean Combs .... Lawrence Musgrove
- Dante Beze .... Ryrus Cooper
- Coronji Calhoun .... Tyrell Musgrove
- Taylor Simpson .... Lucille
- Gabrielle Witcher .... Betty
- Amber Rules .... Vera
- Charles Cowan Jr. .... Willie Cooper
- Taylor Lagrange .... Darryl Cooper
- Anthony Bean .... Dappa Smith
- Francine Segal .... Georgia Ann Paynes
- John McConnell .... Harvey Shoonmaker

## Recepção
O filme recebeu críticas positivas, com o desempenho de Berry sendo amplamente aclamado. O site Rotten Tomatoes relatou que 121 dos 142 comentários foram positivos, somando uma pontuação de 85% e uma certificação de "Fresco". O consenso crítico do site afirma: "Sombrio e instigante, Monster's Ball é recheado de ótimas performances". No Metacritic, o filme recebeu 69/100, isto é, indica "avaliações geralmente favoráveis".
Roger Ebert premiou-o com a nota máxima de quatro estrelas e afirmou que "O filme tem a complexidade de uma grande ficção", listando-o como o melhor filme de 2001.

### Prêmios e indicações
| Prêmio                                      | Categoria                                          | Resultado | Ref.          |
| ------------------------------------------- | -------------------------------------------------- | --------- | ------------- |
| Oscar                                       | Melhor atriz para Halle Berry                      | Venceu    | [ 5 ]         |
| Oscar                                       | Melhor roteiro original – Milo Addica e Will Rokos | Indicado  | [ 5 ]         |
| American Film Institute                     | Melhor atriz para Halle Berry                      | Indicado  | [ 6 ]         |
| American Film Institute                     | Filme de ano                                       | Indicado  | [ 6 ]         |
| Associação de Críticos de Cinema de Chicago | Melhor atriz para Halle Berry                      | Indicado  | [ 7 ]         |
| BAFTA                                       | Melhor atriz para Halle Berry                      | Indicado  | [ 8 ]         |
| Prêmios Black Reel                          | Melhor atriz para Halle Berry                      | Venceu    | [ 9 ]         |
| Globo de Ouro                               | Melhor atriz em filme dramático para Halle Berry   | Indicado  | [ 10 ] [ 11 ] |
| London Film Critics' Circle                 | Melhor atriz para Halle Berry                      | Indicado  | [ 12 ]        |
| Prêmio MTV Movie                            | Melhor atuação feminina para Halle Berry           | Indicado  | [ 13 ]        |
| Festival de Berlim                          | Urso de Prata de melhor atriz para Halle Berry     | Venceu    | [ 14 ]        |
| National Board of Review                    | Melhor ator para Billy Bob Thornton                | Venceu    | [ 15 ]        |
| National Board of Review                    | Melhor artiz para Halle Berry                      | Venceu    | [ 15 ]        |
| Prêmios Screen Actors Guild                 | Melhor atriz principal para Halle Berry            | Venceu    | [ 16 ]        |